# Biuro Ochrony Zabytków
Biuro Ochrony Zabytków (BOZ) - powstałe 1 października 1996 r. w miejsce Biura Ochrony Dóbr Kultury i Muzeów wydzielonego z Ministerstwa Kultury i Sztuki zarządzeniem Ministra Kultury i Sztuki z dnia 22 września 1990 r. (tzn  nie było w strukturach Ministerstwa Kultury i Sztuki), na podstawie art. 7a ust. 2 ustawy z dnia 15
lutego 1962 r. o ochronie dóbr kultury i o muzeach (Dz. U. Nr 10, poz. 48, z
1983 r. Nr 38, poz. 173, z 1989 r. Nr 35, poz. 192, z 1989 r. Nr 34, poz. 198,
z 1990 r., Nr 56, poz. 322 z 1990 r.). 
Biuro obsługiwało zadania ustawowe Generalnego konserwatora zabytków. W jego ramach istniał Wydział Prawny (naczelnik - Alberto Soldani), Wydział Orzecznictwa (naczelnik - Maria Smarzyńska), inspekcja podporządkowana zastępcy Generalnego Konserwatora Zabytków ds. zabytków ruchomych (Andrzej Łojszczyk) oraz inspekcja podporządkowana zastępcy Generalnego Konserwatora Zabytków ds. zabytków archeolgicznych - Głównemu Archeologowi Kraju (dr Zbigniew Kobyliński). BOZ zostało zlikwidowane w 1999 i przekształcone w Urząd Generalnego Konserwatora Zabytków.